# سایلنیزه کردن
سایلنیزه کردن (به انگلیسی: Silanization)، اتصال یک گروه ترکیبات آلی سیلیسیم به برخی گونه های شیمیایی است. سایلنیزه کردن یا سیلانیزاسیون، تبدیل یک سطح منتهی به سیلانول به یک سطح منتهی با آلکیل سیلوکسی است.
این تبدیل باعث ایجاد آبگریزی در سطحی که قبلاً آبدوست بوده است می شود. 
این فرآیند اغلب برای اصلاح خواص سطحی زیرلایه های شیشه، سیلیکون، آلومینا، کوارتز و اکسید فلز که همگی دارای گروه های هیدروکسیل فراوانی هستند، استفاده می شود. سیلانیزاسیون با سیلیلاسیون متفاوت است، که معمولاً به اتصال گروه های ارگانوسیلیکون به بسترهای مولکولی اشاره دارد.

## مکانیسم
مکانیسم های سیلانیزاسیون با بستر و با واکنش سیلانیزاسیون متفاوت است. در شرایط معمول، گروه‌های MOH سطحی به‌عنوان نوکلئوفیل با کلریدهای سیلیل یا آلکوکسیدهای سیلیل واکنش نشان می‌دهند. استوکیومتری برای این واکنش ها نشان داده شده است:
- M−OH + R3SiCl → M−OSiR3 + HCl
- M−OH + R3SiOCH3 → M−OSiR3 + CH3OH

M معمولا Si است، اما می تواند بسیاری از عناصر دیگر باشد.
فرض بر این است که این فرآیند مسیرهایی را دنبال می کند که برای سیلیل دار کردن بسترهای مولکولی مانند الکل اعمال می شود.

## خواص آلکوکسی سیلان های ارگانیک
معرف های سیلانیزه اغلب دارای فرمول های زیر هستند که در آن R = متیل یا اتیل و 'R یک زنجیره آلکیل طولانی یا یک گروه آلکیل عامل دار است.
- R'SiCl3
- ' RO3-n (CH3)nSiR

فرمول ساختاری ۳-آمینو پروپیل (تری اتوکسی سیلان)

ماهیت گروه آلی بر روی عامل سیلانیزاسیون به شدت بر خواص سطح تأثیر می گذارد. گروه های سیلانیزه کننده ساده حاوی آلکیل باعث آب گریزی می شوند.
هنگامی که زنجیره های جانبی ترکیب سیلان آمین یا تیول باشد، سطوح خواص آن  گروه عاملی  را به خود می گیرند. این سطوح مستعد واکنش های بیشتر مشخصه گروه های عاملی افزوده شده هستند. برای مثال می توان گرفت کردن را انجام داد.

## کاربردها

### کروماتوگرافی فاز معکوس
یک فاز ثابت متداول یک زنجیره کربنی اکتادسیلی سیلیس (C18) با پیوند سیلیکا است .[۷]
چنین موادی از واکنش ژل سیلیکا با تری متوکسی اکتادسیلسیلان تولید می شوند. پیوندهای منفرد شامل گروه‌های سیلانول است که گروه‌های متوکسی را جایگزین می‌کنند و پیوندهای Si-O-Si را تشکیل می‌دهند. این واکنش گروه های سیلانول آبدوست را به پوشش های آبگریز تبدیل می کند. سایر گروه های سیلانیز با پیوند سیلیس(L7)و سیلیس خالص (L3) با C8 ، سیلیس با پیوند سیانو (L10) و سیلیس با پیوند فنیل (L11) ایجاد می شود. توجه داشته باشید که C18، C8 و فنیل رزین‌های فاز معکوس اختصاصی هستند، در حالی که ستون‌های سیانو را می‌توان در حالت فاز معکوس بسته به شرایط آنالیت و فاز متحرک استفاده کرد.

### ظروف شیشه‌ای
سیلانیزاسیون یا سیلیکون سازی ظروف شیشه ای یک کاربرد رایج است که آب گریزی یک ظرف شیشه‌ای را افزایش می‌دهد. بدین ترتیب، ظروف شیشه‌ای یک منیسک مسطح تولید می‌کنند و امکان انتقال کامل‌تر محلول‌های آبی را فراهم می‌کنند. سیلانیزاسیون ظروف شیشه‌ای در کشت سلولی برای به حداقل رساندن چسبندگی سلول‌ها به دیواره فلاسک استفاده می شود.[۹] علاوه بر این، فرآیند سیلانیزاسیون نیز در زمینه های زیست پزشکی برای اهداف مختلف، از جمله لنگر انداختن DNA به بسترها استفاده می‌شود.
سیلانیزاسیون ظروف شیشه ای را می توان با فرو بردن در محلول ۵-۱۰ درصد دی متیل دی اتوکسی سیلان و سپس حرارت دادن به دست آورد. سیلانیزاسیون همچنین برای تراشه های DNA استفاده می شود. نوکلئیک اسید به سطوح شیشه ای تصفیه نشده باند نمی‌شوند. سیلانیزاسیون می‌تواند محل پیوند بهتری برای اسیدهای نوکلئیک روی تراشه ایجاد کند. یک سیلان معمولی که برای درمان سطوح شیشه ای برای این کاربرد استفاده می شود، تری متوکسی سیلان ۳-مرکاپتو پروپیل است که تعداد گروه‌های تیول فعال را در سطح افزایش می دهد. تراشه پس از سیلانیزاسیون رخ می دهد.

### دندانی
سیلانیزاسیون اغلب برای درمان سرامیک‌های مورد استفاده برای بازسازی و ترمیم دندان استفاده می شود. نشان داده شده است که استفاده از عامل کوپل کننده سیلان پس از بلست کردن مواد سرامیکی باعث ایجاد پیوند رزینی بادوام می شود. علاوه بر این، برای ویژگی‌های کاشت تیتانیوم و سایر فلزات در سیم‌ها و روکش‌ها، استفاده از عامل کوپل کننده سیلان و به دنبال آن سیمان کامپوزیت رزین، اتصال بادوام را در یک کاربرد بالینی ایجاد کرده است. در حالی که عامل کوپل کننده سیلان به طور گسترده‌ای در عمل های دندانپزشکی استفاده می شوند، آن ها به دلیل محیط حفره دهان، در معرض تخریب باند هستند و چسبندگی بین سطوحی را که برای اتصال استفاده می شود ضعیف می کند.